# Minister za notranje zadeve Republike Slovenije
Minister za notranje zadeve in javno upravo Republike Slovenije je politični vodja Ministrstva za notranje zadeve in javno upravo Republike Slovenije, ki ga predlaga predsednik Vlade Republike Slovenije in imenuje Državni zbor Republike Slovenije ter je po Zakonu o Vladi Republike Slovenije član Vlade Republike Slovenije.
Trenutno položaj zaseda Boštjan Poklukar.

## Zakonodaja
Funkcija ministra za notranje zadeve in javno upravo se je kot taka oblikovala 6. marca 2013 s preoblikovanjem Ministrstva za notranje zadeve Republike Slovenije v Ministrstvo za notranje zadeve in javno upravo Republike Slovenije.
V skladu z Zakonom o policiji minister za notranje zadeve »predpiše način in oblike izvajanja pooblastil ministrstva v razmerju do policije« (2. člen), kot tudi »lahko zahteva poročila, podatke in druge dokumente v zvezi z opravljanjem dela policije« in »daje policiji usmeritve in obvezna navodila za delo. Minister lahko naloži policiji, da v mejah svoje pristojnosti opravi določene naloge ter sprejme določene ukrepe in mu o tem poroča«
Po zakonodaji minister za notranje zadeve in javno upravo predlaga Vladi Republike Slovenije v imenovanje tudi generalnega direktorja policije.
V skladu z Uredbo o varovanju določenih oseb, objektov in okolišev objektov, v katerih so sedeži državnih organov je minister za notranje zadeve oseba, ki ima nenehno policijsko varovanje.

## Položaj v Evropski uniji
Minister za notranje zadeve in javno upravo je član Sveta Evropske unije za notranje zadeve in pravosodje (JHA), ki predstavlja eno od oblik Sveta Evropske unije.

## Seznam
Seznam oseb, ki so opravljale funkcijo ministra za notranje zadeve in javno upravo.

### Republiški sekretar za notranje zadeve Republike Slovenije
1. vlada Republike Slovenije
- Igor Bavčar ( 16. maj 1990 - 14. maj 1992)[8]

### Minister za notranje zadeve Republike Slovenije
2. vlada Republike Slovenije
- Igor Bavčar (14. maj 1992 - 25. januar 1993)[8]

3. vlada Republike Slovenije
- Ivan Bizjak (25. januar 1993 - razrešen 8. junija 1994)[8]
- Andrej Šter (8. junij 1994 - 27. februar 1997)[8]

4. vlada Republike Slovenije
- Mirko Bandelj (27. februar 1997 - 16. februar 1999)[8]
- Borut Šuklje (24. marec 1999 - 7. junij 2000)[8]

5. vlada Republike Slovenije
- Peter Jambrek (7. junij 2000 - 30. november 2000)[8]

6. vlada Republike Slovenije
- Rado Bohinc (30. november 2000 - 19. december 2002)[8]

7. vlada Republike Slovenije
- Rado Bohinc (19. december 2002 - 3. december 2004)[8]

8. vlada Republike Slovenije
- Dragutin Mate (imenovan 3. decembra 2004[9] - razrešen 7. novembra 2008[10])

9. vlada Republike Slovenije
- Katarina Kresal (imenovana 21. novembra 2008[11] - odstopila 10. avgusta 2011[12])
- Aleš Zalar (začasno pooblaščen 2. septembra 2011 - razrešen 20. septembra 2011[13])

10. vlada Republike Slovenije
- Vinko Gorenak (imenovan 10. februarja 2012[14] - razrešen 27. februarja 2013[15])

12. vlada Republike Slovenije
- Vesna Györkös Žnidar (imenovan 18. septembra 2014 - 13. september 2018)

13. vlada Republike Slovenije
- Boštjan Poklukar (imenovan 13. septembra 2018 - 13. marec 2020)

14. vlada Republike Slovenije
- Aleš Hojs (13. marec 2020 - 1. junij 2022)

15. vlada Republike Slovenije
- Tatjana Bobnar (1. junij 2022–7. december 2022, odstop)
- Sanja Ajanović Hovnik (14. december 2022–21. februar 2023; začasno pooblaščena)
- Boštjan Poklukar (21. februar 2023– )

### Minister za notranje zadeve in javno upravo Republike Slovenije
11. vlada Republike Slovenije
- Gregor Virant (imenovan 20. marca 2013[16] - razrešen 18. septembra 2014)